# 梁赞区 (梁赞州)

54°36′N 39°42′E / 54.600°N 39.700°E
梁贊區（俄语：Рязанский район），是俄羅斯的一個區，位於該國西部，由梁贊州負責管轄，面積2,170平方公里，2010年該地區人口56,869，人口密度每平方公里26.21人。